# Jetzt wird’s schräg

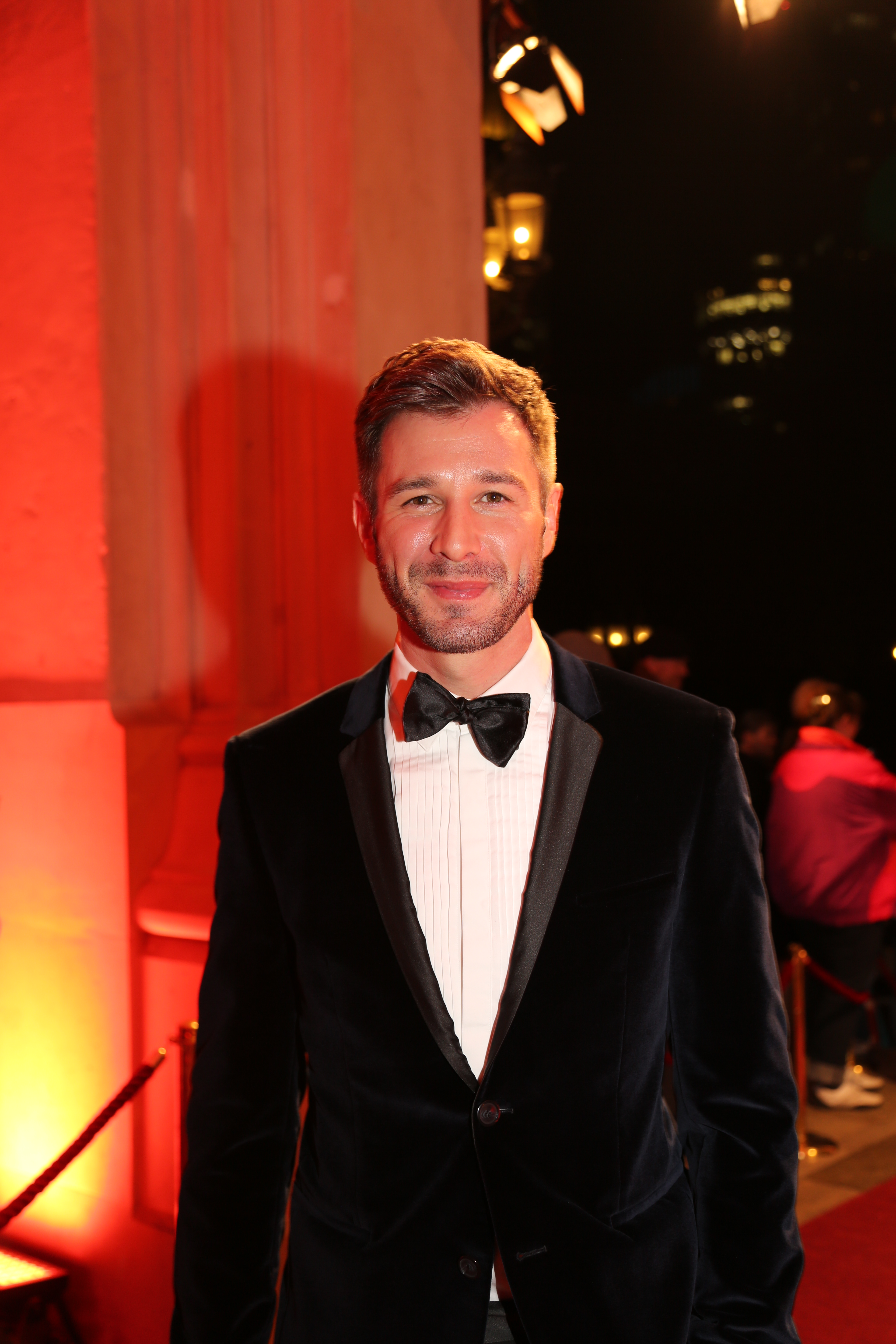
Moderator Jochen Schropp

Jetzt wird’s schräg war eine Fernsehsendung, die sich der „Improvisationscomedy“ (Stegreifkomödie, Improvisationstheater) verschrieben hat. Sie wurde ohne Drehbuch vor Publikum aufgezeichnet, jedoch erhielten die Darsteller per Regieanweisung Stichwörter für ihre Aufgaben, wie bei der Sendung Schillerstraße, die bereits von 2004 bis 2011 auf Sat.1 ausgestrahlt wurde.

## Konzept und Inhalt
Die Bühne, auf der sich die Schauspieler befinden, ist auf 22,5 Grad geneigt, daher der Titel der Sendung. Durch diesen Effekt wird es schwieriger, auf dem Boden zu bleiben oder zu laufen. Dennoch müssen sie eine vorgegebene Szene improvisieren und bekommen Anweisungen von Jochen Schropp. Manche Gäste waren bereits bei der Improvisationsshow Schillerstraße dabei, darunter zum Beispiel Bernhard Hoëcker oder Lisa Feller.
Das französische Original wurde unter dem Titel Anything Goes in über 14 Ländern verkauft. In Frankreich wird die Show unter dem Titel Vendredi, tout est permis avec Arthur ausgestrahlt.

### Spiele (Auswahl)
| Name                | Beschreibung | Erste Verwendung  |
| ------------------- | --- | ----------------- |
| Rutschpartie        | Das Spiel findet auf der markanten Bühne, die auf 22,5 Grad geneigt ist, statt. Die Schauspieler bekommen eine Geschichte vorgegeben und müssen diese auf der Bühne spielen.                                                       | Folge 1           |
| Tanzworten          | Während der Spieler mit einer Profitänzerin tanzt, muss er den anderen Schauspielern vorgegebene Begriffe umschreiben. | Folge 1           |
| Mundmime            | Man bekommt einen Gegenstand gezeigt und muss dessen Geräusch mit dem Mund nachmachen, sodass ihn die anderen erraten. | Folge 1           |
| Bodystabieren       | Man muss sich zu zweit auf den Boden legen und mit den Körpern einen Begriff buchstabieren. | Folge 1           |
| Dunkelkammer        | Das Spiel findet in einem dunklen Raum statt, in dem versteckte Gefahren lauern (z. B. eine maskierte Person im Schrank mit einer Taschenlampe).                                                                                   | Folge 1           |
| Fotomime            | Der Spieler bekommt Fotos gezeigt und muss diese pantomimisch nachmachen. | Folge 1           |
| Tanztheater         | Alle Schauspieler müssen abwechselnd zu einem Lied tanzen und bekommen dabei auf einer Leinwand Hinweise, wie sie tanzen sollen.                                                                                                   | Folge 2           |
| Schattenwand        | Zwei Spieler müssen einen Filmtitel hinter einer Schattenwand so darstellen, dass ihn die dritte Person erkennt. | Folge 2           |
| Flachfilm           | Man liegt auf dem Boden in einem zweidimensionalen Set und spielt einen Film nach. | Folge 2           |
| ABC-Story           | Jeder sagt einen Satz, der mit dem jeweiligen Buchstaben aus dem Alphabet beginnt (Erste Person beginnt mit A, zweite mit B usw. bis Z) 1                                                                                          | Folge 2           |
| Publikums-Orchester | Das Publikum bekommt einen Songtitel und darf die Melodie nur mit „Lala“ nachmachen. Der Spieler dirigiert dazu und die anderen Teilnehmer müssen den Titel erraten.                                                               | Folge 3           |
| Fahrradmusik        | Zwei Spieler fahren auf einem Tandem. Die Tretgeschwindigkeit reguliert die Geschwindigkeit, mit dem ein Lied abgespielt wird, dessen Titel erraten werden muss.                                                                   | Weihnachtsspecial |
| Brain-Catchen       | Während der Spieler mit einem Wrestler kämpft, muss er vorgegebene Begriffe umschreiben. | Weihnachtsspecial |
| Was soll ich sagen? | Zwei Spieler spielen eine improvisierte Szene und stehen dabei gegenüber voneinander. Hinter Person 1 tauchen Begriffe auf, die Person 2 so lange umschreiben muss, bis Person 1 sie verwendet.                                    | Weihnachtsspecial |
| Serenade            | Jeder singt vier improvisierte Liedzeilen, in denen jeweils zwei vorgegebene Begriffe vorkommen müssen. | Weihnachtsspecial |
| Fitnessmaler        | Zwei Spieler laufen auf je einem Laufband, gegenüber voneinander. Hinter Person 1 werden Begriffe gezeigt, die Person 2 auf einem Touchpad zeichnen muss. Person 1 muss diese erraten.                                             | Folge 6           |
| Werbespot           | In der ersten Runde wird ein klassischer Werbespot gespielt, danach gibt es Regieanweisungen. | Folge 6           |
| Schizophren         | Zwei Spieler improvisieren eine Szene und einer bekommt auf der Leinwand angezeigt, in welcher Stimmung er sich verhalten soll. | Folge 7           |
| Only You            | Alle müssen einen Ton des Liedes Only You so lange wie möglich halten. Wer dies am längsten schafft, hat gewonnen. | Folge 7           |
| Marshmallow-Mime    | Der Spieler trägt einen Kieferspreizer im Mund und muss Begriffe umschreiben, die die anderen erraten sollen. | Folge 8           |
| Quiz-Rakete         | Jeder Spieler ist mit einer Kette an der Studiodecke befestigt und muss gemeinsam mit den anderen 7 Begriffe zu einer vorgegebenen Kategorie nennen. Wer einen Fehler macht oder keinen Begriff mehr weiß, wird nach oben gezogen. | Folge 8           |
| Nachrichten         | Zwei Spieler müssen Nachrichten von einem Teleprompter vorlesen und dabei fehlende Wörter einfügen. | Folge 8           |
| Zappen              | Zwei Spieler müssen verschiedene Fernsehsendungen parodieren, zwischen denen der Moderator hin- und herzappt. | Folge 9           |
| Prost               | Ein Lied wird abgespielt. Der Spieler, der es zuerst errät, muss zu einem Tisch mit Schnapsgläsern rennen, eines austrinken und dann den Titel nennen.                                                                             | Folge 10          |
| Luft-Pantomime      | Ein Spieler ist mit einer Kette an der Studiodecke befestigt und muss Redewendungen und Sprichwörter pantomimisch darstellen, die zwei andere Spieler erraten müssen. Gelingt dies, so steigt der Pantomime höher.                 | Folge 11          |

## Episodenliste
Die erste Staffel lief im Sommer 2014 auf Sat.1. Am 28. Oktober gab der Sender bekannt, dass die Sendung eine weitere Staffel für das Jahr 2015 erhält. Diese beinhaltet auch zu Beginn ein Weihnachtsspecial, das am Freitag, den 12. Dezember 2014 um 23.40 Uhr zu sehen war. Ab dem 27. Februar 2015 wurde die zweite Staffel auf demselben Sendeplatz begonnen. Auf dem Pay-TV-Sender Sat.1 emotions wird die Sendung ab dem 14. März 2015 ausgestrahlt.

### Staffel eins
| Nr. (ges.) | Nr. (St.) | Originaltitel    | Erstausstrahlung Deutschland     |
| --- | --------- | ---------------- | -------------------------------- |
| 1 | 1         | Rutschpartie     | Freitag, 18. Juli 2014 um 22.30  |
| Gäste: Palina Rojinski, Christian Schulte-Loh, Susan Sideropoulos, Philip Simon, Oliver Wnuk, Volker Zack Michalowski, Oliver Beerhenke |           |                  |                                  |
| 2 | 2         | Schieflage       | Freitag, 25. Juli 2014 um 22.30  |
| Gäste: Lisa Feller, Maxi Gstettenbauer, Bernhard Hoëcker, Markus Krebs, Rebecca Mir, Luke Mockridge, Massimo Sinató                     |           |                  |                                  |
| 3 | 3         | Picknick im Park | Freitag, 1. August 2014 um 22.30 |
| Gäste: Enissa Amani, Bürger Lars Dietrich, Ermias Habtu, Mickie Krause, Luke Mockridge, Tahnee Schaffarczyk                             |           |                  |                                  |
| 4 | 4         | Trainingseinheit | Freitag, 8. August 2014 um 22.30 |
| Gäste: Oliver Beerhenke, Jochen Bendel, Bastian Bielendorfer, Claudelle Deckert, Marek Fis, Luke Mockridge, Ruth Moschner               |           |                  |                                  |

### Staffel zwei
| Nr. (ges.) | Nr. (St.) | Originaltitel                      | Erstausstrahlung Deutschland        |
| --- | --------- | ---------------------------------- | ----------------------------------- |
| 5 | 1         | Der steilste Friseursalon der Welt | Freitag, 27. Februar 2015 um 22.30  |
| Gäste: Janine Kunze, Bürger Lars Dietrich, Birthe Wolter, Christian Schulte-Loh, Sascha Korf, Simon Gosejohann, Oliver Pocher |           |                                    |                                     |
| 6 | 2         |                                    | Freitag, 6. März 2015 um 22.30      |
| Gäste: Lisa Feller, Oliver Wnuk, Jeannine Michaelsen, Dave Davis, Sascha Korf, Luke Mockridge, Alexis Kara                    |           |                                    |                                     |
| 7 | 3         | Die schrägste Disco der Welt       | Freitag, 4. Dezember 2015 um 23.00  |
| Gäste: Susan Sideropoulos, Luke Mockridge, Guido Cantz, Bürger Lars Dietrich, Isabell Polak, Chris Tall                       |           |                                    |                                     |
| 8 | 4         | Der schrägste Arztbesuch der Welt  | Freitag, 11. Dezember 2015 um 23.00 |
| Gäste: Maddin Schneider, Christian Schulte-Loh, Micky Beisenherz, Tahnee Schaffarczyk, Judith Richter, Oliver Pocher          |           |                                    |                                     |
| 9 | 5         | Das schrägste Restaurant der Welt  | Freitag, 12. Februar 2016 um 22.45  |
| Gäste: Luke Mockridge, Alexis Kara, Ermias Habtu, David Werker, Joyce Ilg, Mirja Boes, Oliver Pocher                          |           |                                    |                                     |
| 10 | 6         | Unterwegs mit schrägen Typen       | Freitag, 19. Februar 2016 um 22.45  |
| Gäste: Luke Mockridge, Mundstuhl, Daniel Boschmann, Matthias Killing, Lisa Feller, Janine Kunze                               |           |                                    |                                     |
| 11 | 7         |                                    | Freitag, 26. Februar 2016 um 22.40  |
| Gäste: Oliver Beerhenke, Simon Gosejohann, Oliver Wnuk, Ill-Young Kim, Petra Nadolny, Marlene Lufen, Janin Reinhardt          |           |                                    |                                     |

### Special
| Nr. | Originaltitel         | Erstausstrahlung Deutschland        |
| --- | --------------------- | ----------------------------------- |
| 1 | Das Weihnachtsspecial | Freitag, 12. Dezember 2014 um 23.40 |
| Gäste: Philip Simon, Luke Mockridge, Bürger Lars Dietrich, Andrea Kaiser, Cindy aus Marzahn, Thore Schölermann, Mirja Boes |                       |                                     |

## Rezeption

### Kritik
- Jürgen Overkott von der Tageszeitung WAZ bemängelt, dass der Moderator Jochen Schropp, „um die Aufmerksamkeit des Publikums auf das Ensemble zu lenken,“  „demonstrativ so hölzern“ moderiere, „dass er problemlos als Pinocchio durchginge“ und bezeichnete die Sendung als „Mix aus Party-Spaß und Kindergeburtstag“.[5]

### Einschaltquoten
Im Durchschnitt sahen 1,21 Millionen Zuschauer die erste Staffel von Jetzt wird’s schräg auf Sat.1, der Marktanteil beim Gesamtpublikum betrug 6,9 Prozent. In der Zielgruppe der 14- bis 49-Jährigen sahen im Durchschnitt 785.000 Zuschauer zu, was einem Marktanteil von 11,4 Prozent entsprach.
| Ausgabe (ges) | Ausgabe (St.) | Datum         | Zuschauer | Zuschauer       | Marktanteil | Marktanteil     | Quelle |
| Ausgabe (ges) | Ausgabe (St.) | Datum         | Gesamt    | 14 bis 49 Jahre | Gesamt      | 14 bis 49 Jahre | Quelle |
| ------------- | ------------- | ------------- | --------- | --------------- | ----------- | --------------- | ------ |
| 01            | 1.01          | 18. Juli 2014 | 1,42 Mio. | 0,94 Mio.       | 8,1 %       | 14,2 %          | [ 6 ]  |
| 02            | 1.02          | 25. Juli 2014 | 1,23 Mio. | 0,76 Mio.       | 6,8 %       | 10,5 %          | [ 7 ]  |
| 03            | 1.03          | 1. Aug. 2014  | 1,09 Mio. | 0,74 Mio.       | 6,2 %       | 10,8 %          | [ 8 ]  |
| 04            | 1.04          | 8. Aug. 2014  | 1,13 Mio. | 0,70 Mio.       | 6,5 %       | 10,1 %          | [ 9 ]  |
| 05            | 2.01          | 27. Feb. 2015 | 1,39 Mio. | 0,93 Mio.       | 5,9 %       | 10,4 %          | [ 10 ] |
| 06            | 2.02          | 6. März 2015  | 1,48 Mio. | 0,88 Mio.       | 6,4 %       | 10,3 %          | [ 11 ] |
| 07            | 2.03          | 4. Dez. 2015  | 0,62 Mio. |                 |             | 4,8 %           |        |
| 08            | 2.04          | 11. Dez. 2015 | 0,70 Mio. | 0,44 Mio.       | 3,8 %       | 6,0 %           |        |

| Spezialausgabe                              | Datum         | Zuschauer | Zuschauer       | Marktanteil | Marktanteil     | Quelle |
| Spezialausgabe                              | Datum         | Gesamt    | 14 bis 49 Jahre | Gesamt      | 14 bis 49 Jahre | Quelle |
| ------------------------------------------- | ------------- | --------- | --------------- | ----------- | --------------- | ------ |
| Jetzt wird’s schräg – Das Weihnachtsspecial | 12. Dez. 2014 | 1,26 Mio. | 0,76 Mio.       | 9,8 %       | 13,1 %          | [ 12 ] |